# Roy Black (advokat)
Roy Black, född 17 februari 1945 i New York, död 21 juli 2025 i Coral Gables, Florida, var en amerikansk civil- och försvarsadvokat. Han arbetade bland annat med fallet då William Kennedy Smith åtalades för våldtäkt. Black representerade också den amerikanske radioprataren Rush Limbaugh som påstods ha missbrukat och eventuellt sålt det receptbelagda läkemedlet oxycontin.
Black arbetade senare för TV-bolaget NBC, och medverkade bland annat i serien The Law Firm.
Han avslutade sin grundutbildning vid University of Miami 1967 och avlade juristexamen vid University of Miami School of Law. Vid sin examen 1970 hade han högsta möjliga poäng på den så kallade "Florida Bar Exam".
Sedan 1994 var han gift med Lisa Lea Haller. De träffades då de båda arbetade med fallet med William Kennedy Smith.